# 단구대
단구대는 대한민국 전북특별자치도 임실군 오수면에 있다. 2016년 10월 17일 임실군의 향토문화유산(기념물) 제4호로 지정되었다.

## 개요
단구대(丹丘臺)는 바위빛깔이 자색이기 때문에 자단(紫丹)이라 일컫기도 하는데 자단구대의 한쪽은 붉은 벽처럼 세워져 있으며 그 높이가 수 척에 이르는데 그 위로 자연적으로 높은 대(臺)가 형성되었고 대략 수십 사람들이 앉을 수 있는 형국이다. 여기에 구로정이 세워져 있다. 단구대의 아래쪽에는 단구(丹丘), 구로유대(九老遺臺), 육구로장구소(六九老杖屨所)가 새겨져 있으며, 구로일소(九老一少)로 장서(張曙), 장제(張㫼), 한빈(韓賓), 하득도(河得道), 한유(韓瑜), 장선(張暶), 하만리(河萬里), 최휘지(崔徽之), 최유지(崔攸之), 그리고 이문규(李文規) 등 10명의 이름이 새겨져 있다.
단구대에 새겨진 구로(九老)는 1621년에 조직된 삼계강사계회 회원이기도 하며, 1636년 병자호란 당시 근왕의병을 출전하였던 사람이거나 그들의 형제, 혹은 아들이다. 이들은 1656년경 구로회를 조직하였으며, 이들이 세운 구로정이 2020년 복원되었다. 